# Essential Quality
Essential Quality, född 9 april 2018, är ett engelskt fullblod, mest känd för att ha segrat i Breeders' Cup Juvenile (2020), Belmont Stakes (2021) och Travers Stakes (2021). Hans enda förluster var i Kentucky Derby, där han slutade fyra, endast en längd efter segrande Medina Spirit, och i Breeders' Cup Classic, där han slutade trea efter Knicks Go.

## Karriär
Essential Quality är en gråskimmelhingst efter Tapit och under Delightful Quality (efter Elusive Quality). Han föddes upp och ägs av Godolphin Stables. Han tränades under tävlingskarriären av Brad H. Cox.
Essential Quality tävlade mellan 2020 och 2021 och sprang under sin tävlingskarriär in 4 215 144 dollar på 10 starter, varav 8 segrar och 1 tredjeplats. Han tog karriärens största segrar i Breeders' Cup Juvenile (2020), Belmont Stakes (2021) och Travers Stakes (2021). Han segrade även i Breeders' Futurity Stakes (2020), Southwest Stakes (2021), Blue Grass Stakes (2021) och Jim Dandy Stakes (2021).

### Som avelshingst
Efter Breeders' Cup Classic pensionerades Essential Quality för att stå uppstallad som avelshingst på Darley Studs Jonabell Farm.

## Statistik
| Datum            | Ålder | Löp                       | Grupp | Bana            | Plac. | Jockey           | Ref.   |
| ---------------- | ----- | ------------------------- | ----- | --------------- | ----- | ---------------- | ------ |
| 5 september 2020 | 2     | Maiden Special Weight     |       | Churchill Downs | 1     | Shaun Bridgmohan | [ 6 ]  |
| 3 oktober 2020   | 2     | Breeders' Futurity Stakes | I     | Keeneland       | 1     | Luis Saez        | [ 7 ]  |
| 6 november 2020  | 2     | Breeders' Cup Juvenile    | I     | Keeneland       | 1     | Luis Saez        | [ 8 ]  |
| 27 februari 2021 | 3     | Southwest Stakes          | III   | Oaklawn Park    | 1     | Luis Saez        | [ 9 ]  |
| 3 april 2021     | 3     | Blue Grass Stakes         | II    | Keeneland       | 1     | Luis Saez        | [ 10 ] |
| 1 maj 2021       | 3     | Kentucky Derby            | I     | Churchill Downs | 4     | Luis Saez        | [ 11 ] |
| 5 juni 2021      | 3     | Belmont Stakes            | I     | Belmont Park    | 1     | Luis Saez        | [ 12 ] |
| 31 juli 2021     | 3     | Jim Dandy Stakes          | II    | Saratoga        | 1     | Luis Saez        | [ 13 ] |
| 28 augusti 2021  | 3     | Travers Stakes            | I     | Saratoga        | 1     | Luis Saez        | [ 14 ] |
| 6 november 2021  | 3     | Breeders' Cup Classic     | I     | Del Mar         | 3     | Luis Saez        | [ 15 ] |